# Benji

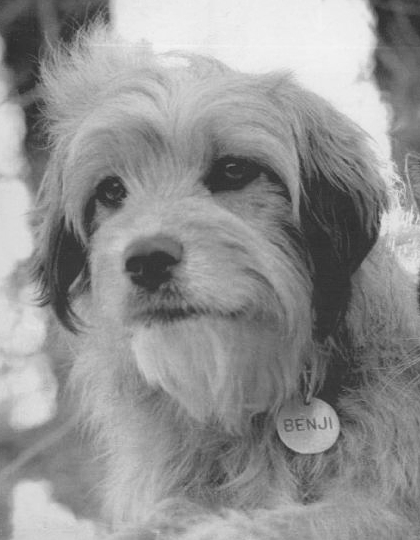
Benji (ca. 1977)

Benji é o nome fictício de um cão que foi personagem de vários filmes entre 1974 até a década de 2000. É também o título do primeiro filme da série.
O personagem homônimo canino é um pequeno cão, de raça mista (Cairn Terrier), amável, com fantástica habilidade para estar no lugar certo, na hora certa, normalmente para ajudar alguém a superar um problema.
Joe Camp é o criador e diretor de filmes de Benji. Seu filho Brandon Camp dirigiu o filme reboot de 2018 da Blumhouse Productions. O filme foi lançado em 16 de março de 2018 pela Netflix.
O primeiro cão a interpretar Benji chamava-se Higgins e foi treinado por Frank Inn.

## Filmografia
- Benji (1974)
- Hawmps! (1976; participação especial)
- For the Love of Benji (1977)
- Benji's Very Own Christmas Story (1978)
- The Double McGuffin (1979; participação especial)
- Oh! Heavenly Dog (1980)
- Benji at Work (1980)
- Benji Takes a Dive at Marineland (1981)
- Benji, o Perseguido (1987)
- Benji: Off the Leash! (2004)
- Benji (2018)

### Séries de TV
- Benji, Zax & the Alien Prince (1983)

### Documentários
- Benji's Life Story (1976)
- The Phenomenon of Benji (1978)

### Jogos
- Benji: Space Rescue (1983)

### Coleções
- Benji's Film Festival (2001)